# Delta IV Heavy
Il Delta IV Heavy era un lanciatore pesante non riutilizzabile, il più grande della famiglia di razzi Delta. Al momento della sua dismissione, era il terzo veicolo di lancio con la maggiore capacità al mondo, dietro allo Space Launch System della NASA e al Falcon Heavy di SpaceX e poco più potente del Lunga Marcia 5 cinese. È prodotto da United Launch Alliance (ULA) ed è stato lanciato per la prima volta nel 2004. La ULA ha effettuato il primo lancio a dicembre 2004 e ha ritirato il lanciatore quasi 20 anni dopo, ad aprile 2024

## Storia
Il primo lancio del Delta IV Heavy avvenne nel 2004, trasportava un carico utile standard ed è stato un fallimento parziale. La cavitazione nelle linee del propellente a ossigeno liquido ha causato l'arresto di entrambi i booster con otto secondi di anticipo e del motore principale con nove secondi di anticipo; ciò ha comportato una velocità inferiore che il secondo stadio non è stato in grado di compensare. Il carico utile è stato lasciato in un'orbita inferiore a quella prevista. Il suo primo carico utile operativo è stato il satellite DSP-23, lanciato con successo nel 2007; è stato poi utilizzato per lanciare altri cinque satelliti da ricognizione visiva ed elettronica per il National Reconnaissance Office (NRO) fino al 2013.
Nel dicembre 2014, il Delta IV Heavy è stato utilizzato per lanciare un volo di prova senza equipaggio della navicella spaziale Orion, designato Exploration Flight Test 1 (EFT-1). Dopo diversi ritardi, la missione è stata lanciata con successo alle 12:05 UTC del 5 dicembre 2014.
Il 12 agosto 2018, un Delta IV Heavy con un terzo stadio Star 48BV aggiuntivo è stato utilizzato per lanciare la sonda spaziale Parker Solar Probe in un'orbita eliocentrica ellittica. Nel maggio 2023 è terminata la costruzione dell'ultimo nucleo pesante e dei booster del Delta IV , ponendo ufficialmente fine alla produzione del Delta IV e lasciando il posto al veicolo di lancio Vulcan.

## Carico utile
Le capacità di lancio del carico utile del Delta IV Heavy per diverse orbite e traiettorie erano le seguenti:
- Orbita terrestre bassa (LEO), 200 km × 28.7°: 28790 kg [9]
- Orbita terrestre bassa (ISS), 407 km × 51.6°: 25980 kg [10]
- Trasferimento in orbita geostazionaria (GTO): 14220 kg [9]
- Orbita geosincrona (GEO): 6750 kg [9]
- Traiettoria di trasferimento verso la Luna (LTO): 10000 kg
- Traiettoria per Marte: 8000 kg [11]

## Cronologia dei lanci
I lanci del Delta IV Heavy sono stati relativamente pochi in quanto molto costosi. Tutti sono avvenuti per conto di agenzie governative, in particolare, a parte due missioni della NASA, sono stati utilizzati per lanci di missioni classificate del NRO.
| #  | Data | Luogo          | Carico utile                 | Massa        | Tipo                      | Orbita       | Esito               |
| -- | --- | -------------- | ---------------------------- | ------------ | ------------------------- | ------------ | ------------------- |
| 1  | 21 dicembre 2004                                                                                                   | Cape Canaveral | DemoSat                      | 6020 kg      | Dimostrativo              | GEO          | Fallimento parziale |
| 1  | L'orbita raggiunta è stata inferiore a quella pianificata a causa delle scarse prestazioni dello stadio principale |                |                              |              |                           |              |                     |
| 2  | 10 novembre 2007                                                                                                   | Cape Canaveral | DSP-23                       | 5250 kg      | Satellite spia            | GEO          | Riuscito            |
| 3  | 17 gennaio 2009 | Cape Canaveral | Orion 6 (USA-202 / NROL-26)  | classificato | Satellite spia            | GEO          | Riuscito            |
| 4  | 21 novembre 2010                                                                                                   | Cape Canaveral | Orion 7 (USA-223 / NROL-32)  | classificato | Satellite spia            | GEO          | Riuscito            |
| 5  | 20 gennaio 2011 | Vandenberg     | KH-11-15 (USA-224 / NROL-49) | 17000 kg     | Satellite spia            | LEO          | Riuscito            |
| 6  | 29 giugno 2012 | Cape Canaveral | Orion 8 (USA-237 / NROL-15)  | classificato | Satellite spia            | GEO          | Riuscito            |
| 7  | 28 agosto 2013 | Vandenberg     | KH-11-16 (USA-245 / NROL-65) | 17000 kg     | Satellite spia            | LEO          | Riuscito            |
| 8  | 5 dicembre 2014 | Cape Canaveral | Orion                        | ~21000 kg    | Exploration Flight Test 1 | MEO          | Riuscito            |
| 8  | Primo volo senza equipaggio del veicolo spaziale Orion                                                             |                |                              |              |                           |              |                     |
| 9  | 11 giugno 2016 | Cape Canaveral | Orion 9 (USA-268 / NROL-37)  | classificato | Satellite spia            | GEO          | Riuscito            |
| 10 | 12 agosto 2018 | Cape Canaveral | Parker Solar Probe           | 685 kg       | Osservatorio solare       | Eliocentrica | Riuscito            |
| 10 | Sonda spaziale statunitense volta allo studio della corona solare                                                  |                |                              |              |                           |              |                     |
| 11 | 19 gennaio 2019 | Vandenberg     | KH-11-17 (USA-290 / NROL-71) | classificato | Satellite spia            | LEO          | Riuscito            |
| 12 | 11 dicembre 2020                                                                                                   | Cape Canaveral | Orion 10 (USA-311 / NROL-44) | classificato | Satellite spia            | GTO          | Riuscito            |
| 13 | 26 aprile 2021 | Vandenberg     | KH-11-18 (USA-314 / NROL-82) | 19000 kg     | Satellite spia            | SSO          | Riuscito            |
| 14 | 24 settembre 2022                                                                                                  | Vandenberg     | KH-11-19 (USA-338 / NROL-91) | classificato | Satellite spia            | LEO          | Riuscito            |
| 14 | Ultimo volo del Delta IV Heavy da Vandenberg                                                                       |                |                              |              |                           |              |                     |
| 15 | 22 giugno 2023 | Cape Canaveral | Orion 11 (USA-345 / NROL-68) | classificato | Satellite spia            | GEO          | Riuscito            |
|    | |                |                              |              |                           |              |                     |
| 16 | 9 aprile 2024 | Cape Canaveral | Orion 12 (NROL-70)           | classificato | Satellite spia            | GEO          | Riuscito            |
|    | |                |                              |              |                           |              |                     |